# Cordylancistrus
Cordylancistrus – rodzaj słodkowodnych ryb sumokształtnych z rodziny zbrojnikowatych (Loricariidae). Spotykane w hodowlach akwariowych. Zaliczane do glonojadów.

## Zasięg występowania
Kolumbia i Wenezuela.

## Klasyfikacja
Gatunki zaliczane do tego rodzaju:
- Cordylancistrus daguae
- Cordylancistrus nephelion
- Cordylancistrus perijae
- Cordylancistrus pijao
- Cordylancistrus setosus
- Cordylancistrus tayrona
- Cordylancistrus torbesensis

Gatunkiem typowym jest Pseudancistrus torbesensis (C. torbesensis).